# Saint-Barthélemy (Zwitserland)
Saint-Barthélemy is een gemeente en plaats in het Zwitserse kanton Vaud en maakt sinds 1 januari 2008 deel uit van het district Gros-de-Vaud. Voor 2008 maakte de gemeente deel uit van het toenmalige district Echallens.
Saint-Barthélemy telt 778 inwoners.
Van origine is de gemeente verbonden aan de families Favre, Crottaz, Limat, Dory en Martin.

## Geografisch
Het landschap is een heuvelachtig plateau tussen de waterscheiding van het meer van Genève in het zuiden en het meer van Neuchâtel in het noorden.
Saint-Barthélemy ligt op 10 minuten van Lausanne, de hoofdstad van het kanton.

## Geschiedenis
Saint-Barthélemy is voor het eerst genoemd in het jaar 1265 als capellam sancti Bartholomei.
De families Favre, Crottaz, Limat, Dory en Martin.

## Geboren
- Lucien Favre (2 november 1957), voetballer, huidige coach van Borussia Dortmund.

## Woonachtig
- Stanislas Wawrinka (28 maart 1985), tennisser. Goud met partner Roger Federer op de Olympische spelen van 2008. Winnaar van Roland Garros, US Open en Australian Open.
- Louis d’Affry (8 februari 1743), eerste staatshoofd van het huidige Zwitserland.
- Louis Augustin d’Affry (28 februari 1713)